# Máriás garas
A máriás garas (németül: Mariengroschen) a 16–19. század során vert alsó-szász pénzérme volt. Neve onnan ered, hogy eredetileg a gyermek Jézust tartó Szűzanya szerepelt az érméken.
Alsó-Szászországot már a középkor óta meghatározták a független és erős városok, melyek – a Welf-ház hercegei mellett – a térség pénzverést is meghatározták. Leszámítva a Welfek meißeni garas utánzatait, a garasok verése csak későn indult meg Alsó-Szászországban. A 15. században fokozatosan alakult ki a garasérték. Ezek közül az egyik legjelentősebb a Mátyás-garas megjelenése volt, mely később a máriás garas váltópénze lett. A 16–17. században a 
városok és a hercegek által létrehozott garas-rendszer helyébe a máriás garas lépett, melyet 1503-ban Goslarban vertek először. Kezdetben az egyes városok és a hercegek eltérő tömegű máriás garasokat vertek. Az Alsó-szász Érmeunió államaiban 1555-től a valamivel súlyosabb hercegi garas verésében állapodtak meg, de az nem tudta a máriás garast teljesen kiszorítani.
A „Kipper- und Wipper”-idők (1618-1623) után újra vertek egyszeres és többszörös (2, 4, 6, 12, 24) máriás garasokat. Egy tallér 36 máriás garast, egy máriás garas 8 pfenniget ért. Máriás garasokat gyakran még színezüstből is vertek, az éremkép pedig eddigre már jelentősen megváltozott: Szent András, a hercegi monogram, a vadember (a Harz legendás alakja) és egy ugró ló szerepelt az érméken. A máriás garasok Vesztfáliában is elterjedtek, ahonnan a 17. és a 18. században már a lerontott értékű spekulációs veretek kerültek vissza Alsó-Szászországba.
Az utolsó (24-szeres) máriás garasokat 1834-ben, a Braunschweigi Hercegségben verték.